# Pilar, Abra
Pilar là một đô thị hạng 5 ở tỉnh Abra, Philippines. Theo điều tra dân số năm 2007, đô thị này có dân số 9.792 người trong 1.775 hộ.

## Các khu phố (barangay)
Pilar được chia thành 19 khu phố (barangay).
| Barangay      | Pop. (2007) |
| ------------- | ----------- |
| Bolbolo       | 829         |
| Brookside     | 356         |
| Ocup          | 455         |
| Dalit         | 736         |
| Dintan        | 358         |
| Gapang        | 689         |
| Kinabiti      | 833         |
| Maliplipit    | 294         |
| Nagcanasan    | 225         |
| Nanangduan    | 307         |
| Narnara       | 271         |
| Pang-ot       | 627         |
| Patad         | 281         |
| Poblacion     | 1.599       |
| San Juan East | 331         |
| San Juan West | 658         |
| South Balioag | 478         |
| Tikitik       | 234         |
| Villavieja    | 231         |

## Kết quả bầu cử năm 2007
| Chức vụ          | Ứng cử viên         | Tổng số phiếu bầu |
| ---------------- | ------------------- | ----------------- |
| Thị trưởng       | Rolando Dait Somera | 3.805             |
| Phó thị trưởng   | Noel Sotelo Beroña  | 3.500             |
| Ủy viên hội đồng | Restituto Dizon Jr. | 3.294             |
| Ủy viên hội đồng | Manuel Dizon        | 2.648             |
| Ủy viên hội đồng | Macario Guzman      | 2.584             |
| Ủy viên hội đồng | Rodrigo Ciervo Sr.  | 2.563             |
| Ủy viên hội đồng | Diosdado Balleras   | 2.525             |
| Ủy viên hội đồng | Arnold Dumlao       | 2.464             |
| Ủy viên hội đồng | Romulo Sison        | 2.345             |
| Ủy viên hội đồng | Christopher Beroña  | 2.340             |